# Stig Mårtensson
Stig Mårtensson (* 1. Februar 1923 in Skultuna, Västerås; † 1. August 2010 in Stockholm) war ein schwedischer Radrennfahrer und nationaler Meister im Radsport.

## Sportliche Laufbahn
Bei den Olympischen Sommerspielen 1952 in Helsinki wurde er im olympischen Straßenrennen beim Sieg von André Noyelle als 18. klassiert. Die schwedische Mannschaft (mit Yngve Lundh und Allan Carlsson) kam in der Mannschaftswertung auf den vierten Platz.
Er war 1946 der erste schwedische Juniorenmeister im Einzelzeitfahren und gewann mehrfach schwedische nationale Meisterschaften in verschiedenen Disziplinen: 1950 gewann er die Meisterschaft im Straßenrennen, im Stafettenfahren und im Zeitfahren. 1951 gewann er die Titel im Zeitfahren, Straßenrennen, in der Mannschaftswertung des Straßenrennens und des Zeitfahrens und im Stafettenfahren. 1952 siegte er wiederum im Zeitfahren und im Straßenrennen und 1953 im Stafettenfahren. 1956 kamen der Titel im Mannschaftszeitfahren dazu, 1955 und 1956 die Titel in der Mannschaftswertung des Zeitfahrens. Erfolgreich war er 1950 auch im Rennen Mälaren Runt.